# پوست‌پیازی
پوست پیازی نام یکی از رنگ‌ها است. این رنگ نزدیک به صورتی یا چهره‌ای است.
برای تهیه این رنگ از این مواد بهره می‌گیرند:
نیل، سود، زاج سفید، روناس و اسپرک.
از این رنگ در صنعت قالیبافی ایران استفاده می‌شود.

## منبع
با استفاده از داده‌هایی در:
- رنگ‌های قالی ایران[پیوند مرده]